# Johannes Keller (Politiker, 1802)
Johannes Keller (* 30. Dezember 1802 in Weinfelden; † 12. November 1877 in Frauenfeld) war ein Schweizer Mediziner und Politiker.

## Biografie
Johannes Keller studierte an der Höheren Schule für Medizin in Zürich und den Universitäten Tübingen und Würzburg Medizin. In Würzburg wurde er 1822 Mitglied des Corps Helvetia. 1823 schloss er das Studium mit der Promotion zum Dr. med. ab.
Von 1824 bis 1833 praktizierte Keller als Arzt in seinem Geburtsort Weinfelden. In den Jahren 1831 bis 1833 war er Gemeindeammann von Weinfelden, Präsident des Bezirksgerichts Weinfelden und Mitglied des Grossen Rats des Kantons Thurgau, von 1832 bis 1833 als dessen Präsident.
Von 1833 bis 1869 gehörte er dem Thurgauer Regierungsrat an. Von 1833 bis 1857 verantwortete das Ressort der Finanzen, von 1857 bis 1869 das Ressort für Bau, Strassen und Assekuranz. Von 1832 bis 1869 gehörte er dem Thurgauer Sanitätsrat, von 1832 bis 1867 dem Thurgauer Kirchenrat und 1849 dem Thurgauer Verfassungsrat an. In den Jahren 1850 und 1851 war er Abgeordneter des Kantons Thurgau zum Ständerat, gab dieses Mandat jedoch zu Gunsten seines Amtes in der Thurgauer Regierung vorzeitig auf.
Von 1852 bis 1867 gehörte er der Vorsteherschaft der Thurgauer Hypothekenbank an. Er war 1852 Mitglied des engeren thurgauischen Eisenbahnkomitees und von 1858 bis 1874 des Verwaltungsrats der Nordostbahn als einer ihrer Gründer.
Zusammen mit Thomas Bornhauser, mit dem ihn eine persönliche Freundschaft verband, war er einer der Führer der Regeneration im Kanton Thurgau.  Mit ihm zusammen bewirkte er die Unterstellung der Klöster unter staatliche Aufsicht und die Abschaffung des Noviziats. Auf das Steuergesetz von 1851 hatte er massgeblichen Einfluss. Er gehörte von 1868 bis 1869 der Verfassungskommission des Kantons Thurgau an. Mit der Annahme der demokratischen Verfassungsrevision von 1869 zog er sich aus der Politik zurück.